# Honda SSM
Honda SSM (Sport Study Model) – koncepcyjne auto marki Honda zaprezentowane na salonie motoryzacyjnym w Tokio w 1995 roku będące protoplastą produkowanej od 1999 roku Hondy S2000. Auto napędzane było na tył poprzez silnik benzynowy o pojemności 1997 cm3 DOHC VTEC 16V.